# تساو بي
تساو بي ابن تساو تساو وثاني ملوك واي 220 إلى 221 وأول إمبراطور ل واي 221 إلى 226 قام بإجبار الامبراطورليو شيان أخر أباطرة هان ولكن ليو باي رفض الاعتراف به وأقام إمبراطورية شو وجعل نفسه إمبراطورا عليها بينما تظاهر سون تشوان بالاستسلام ل واي ولكنه أعلن نفسه إمبراطور وو الشرقية عام222 فقام تساو بي بغزو وو الشرقية ولكنه فشل في الاستيلاء عليها، ولم يعش بعد ذلك طويلا ومات عام 226.

## روابط خارجية
- تساو بي على موقع الموسوعة البريطانية (الإنجليزية)